# La bien pagada
La bien pagada es una película musical mexicana de 1948 dirigida por Alberto Gout y protagonizada por María Antonieta Pons y Víctor Junco. Esta cinta está basada en la novela homónima de José María Carretero Novillo, "El caballero audaz".

## Argumento
El multimillonario Fernando Jordán (Víctor Junco) se casa con Carola Rute (María Antonieta Pons). Él se cree feliz, pero ella se hace amante de Carlos, un expretendiente. Fernando los sorprende juntos tras leer un comentario muy sobreentendido en un diario local que intentó extorsionarlo previamente. Tras meditar el tremendo desengaño, aceptando que no es error de ella sino de él por no haber sido capaz de despertarle sentimientos de amor durante su fugaz matrimonio, le obliga a firmar una carta donde 
renuncia a sus derechos de esposa y la echa de su casa, para luego salir de viaje al extranjero por algunos años. Cuando él regresa, se entera de que Carola es ahora una cantante y artista de cabaret apodada Piedad la de los Diamantes, abandonada por la persona que le hizo arriesgar su bienestar.

## Reparto
- María Antonieta Pons ... Carola Rute / Piedad la de los Diamantes
- Víctor Junco ... Fernando Jordán
- Blanca Estela Pavón ... Violeta Rute
- Carmen Molina ... Julieta Rute
- Jorge Ancira ... Carlos Blasco
- Esperanza Issa ... María Rosa
- Carlos Martínez Baena ... Don Jorge Rute

## Comentarios
Esta cinta basada en la novela de José María Carretero Novillo "El Caballero Audaz", fue adaptada y dirigida por uno de los genios del melodrama musical del Cine Mexicano: Alberto Gout. María Antonieta Pons mostró una conversión al glamour con diseños creados por Armado Valdéz Peza, abandonando los ambientes tropicales convirtiéndose en una mujer citadina, con gustos mundanos y ropa elegante.